# 手形金額重複記載事件
手形金額重複記載事件（てがたきんがくちょうふくきさいじけん）とは、ある企業が振り出した約束手形の記載金額に、タイプライターと手書きによる大きく異なる金額が記載されていた場合、どちらの金額で支払うべきかについて争われた民事裁判である。「百円手形事件」と呼称する文献や解説書もある。
1審と2審では、判断が分かれた。上訴により最高裁で審理が行われ、手形法上の有名な判例が生み出された。

## 事件の概要
A（この事件における被告）が昭和55年4月28日に振り出した手形には額面「￥1,000,000-」とチェックライター（タイプライター）で記載されており、当時の法律の定めに従い額面100円の収入印紙が添付されていた。しかしこの手形には手書きで「壱百円」と重複記入されていた。これは「壱百万円」と記入しようとして間違ったか、故意に間違えたかは判明しなかったが、おそらく誤記であるといえる。
この手形を最終的に所持していたB（この事件の原告）は手形に記載されていた期日が到来したので、Aに対し手形金100万円の支払いを請求したが、Aは「手形金額の重複記載」であると主張し、手形法77条2項により約束手形について準用する6条の「為替手形ノ金額ヲ文字及数字ヲ以テ記載シタル場合ニ於テ其ノ金額ニ差異アルトキハ文字ヲ以テ記載シタル金額ヲ手形金額トス」（為替手形に文字と数字とが併記している場合にその金額に差額がある場合には文字で記載している金額を手形金額とする）（約束手側について準用する結果、為替手形を約束手形と読み替えて適用がされる）を根拠に、手形金額は文字で記載している「壱百円」であると主張し、100円なら支払いに応じるが、100万円の支払いについては拒否した。そのためBはAに対して100万円の支払いを求めて提訴した。

## 下級審の判決
この裁判では1審では原告敗訴、2審では原告勝訴と判断が分かれた。

### 1審判決
岐阜地方裁判所は1981年（昭和56年）12月10日に、手形金額は100円であるとして原告の請求を棄却した。判決では手形金額が数字と文字で記載され、その数字に差異がある場合には、手形法6条1項と77条2項の規定により文字であるとしていることから、文字の「壱百円」であり、被告である手形振出人Aは100円の支払い責任があるとした。そのため原告のBは控訴。

### 2審判決
2審の名古屋高等裁判所は1982年（昭和57年）7月29日に、手形金額は100万円であるとの認定した。この判決理由の主旨は漢数字も算用数字も数を表す文字であるから数字であり、この手形は重複記載である。重複記載された手形が金額不確定のために無効になることを防ぐ為に手形法77条2項と6条2項は、重複記載された場合には数字の低い方を手形金額であると規定しているが、手形の外観からすれば一方が誤記であるのが明らかな場合には、手形が無効になるのはありえない。そのため、同項は適用されない。それに手形が振り出された1980年（昭和55年）当時に額面100円の手形が振り出される事はありえず、また額面10万円以下の手形が非課税にもかかわらず、100円の収入印紙を手形に添付しており、100円の手形に100円の収入印紙を添付して振り出すことは一般常識からありえない。以上のことから「壱百円」の間に「万」を脱字した誤記であるから原告Bへ100万円支払えと判決した。
それに対し、被告Aは「壱百円」は文字による記載である。よって手形法77条2項と6条2項を適用すべきであるし、同条項は強行規定である。経験則を理由にその適用を安易に排除するのは法律違反として最高裁へ上告した。

## 最高裁判決
最高裁は1986年（昭和61年）7月10日に判決を出し、2審判決を破棄、自判して原告逆転敗訴、すなわち手形金額は100円であるとの判決を出した。
最高裁は手形に記入されていた壱百円を漢数字による記載文字と解釈し、文字の記載は数字よりも慎重に取り扱われるものであり、文字を優先するとした手形法の規定は形式的にその取扱いを規律することで手形取引の安全性・迅速性を確保するために設けられた強行規定であり、手形法の条文をそのまま適用されるとした。そのため2審判決とは違い適用の除外を認めなかった。また2審判決は「誤記が否かの判定基準があいまいであり、手形取引に要請される安全性・迅速性を害しいたずらに一般取引界を混乱させるおそれがある」と批判した。
一方、この判決は法形式論に過ぎるという批判も多い。実際に反対意見を谷口正孝裁判官が述べているが、手形の外観や当時の貨幣価値から、明らかに百万円と書くつもりであり、手形金額は100万円であり、誤記を持っての幸いに手形金支払いを免れるのはいかがなものかというものである。